# Tanja Lachenmayr-Nikolaou
Tanja Lachenmayr-Nikolaou (* 22. Juni 1972) ist eine deutsche Juristin. Seit 2016 ist sie Richterin am Bundespatentgericht in München.

## Beruflicher Werdegang
Tanja Lachenmayr-Nikolaou war bis zu ihrer Ernennung zur Richterin am Bundespatentgericht am 23. August 2016 Richterin am Landgericht. Sie ist am Bundespatentgericht seit 2016 weiteres rechtskundiges Mitglied in einem Marken-Beschwerdesenat. Da im Bundespatentgericht mehrheitlich naturwissenschaftlich ausgebildete Richter tätig sind, werden die Juristen als „rechtskundige Mitglieder“ bezeichnet.